# Homer Hitt
Homer Lee Hitt (* 22. April 1916 als Komantsche; † 27. Januar 2008 in New Orleans) war Soziologe und der Gründungskanzler der University of New Orleans.

## Familie
Homer Hitt war mit Douglas „Dougie“ Grace Callari Hitt verheiratet, die im Alter von 67 Jahren Witwe wurde. Er war der jüngste von vier Brüdern. Seine Eltern waren Allen Hitt aus Tyler County in Texas und Sammie Lee Daniels Hitt, geboren in Tullahoma, Tennessee. Er selbst hatte zwei Töchter und vier Enkel. Er starb im Alter von 91 Jahren im Health retreatment Woldenberg Village in New Orleans.

## Werdegang
Hitt studierte nach seinem Highschool-Abschluss an der Louisiana State University in Baton Rouge, wo er 1935 seinen Bachelor und 1938 seinen Master of Art ablegte. 1941 promovierte er an der Harvard University in Soziologie. Seine Dissertation befasste sich mit dem Thema People of Louisiana, das ihn als Angehöriger der Ureinwohner besonders geprägt hatte. 1952 war Hitt einer von fünf US-Wissenschaftlern, die in die 1928 gegründete International Union of the Scientific Study of Population gewählt wurden.
An der Louisiana State University wurde er 1959 zum Vizepräsidenten und 1963 zum Kanzler gewählt. 1980 trat er von dieser Position zurück.

## Veröffentlichungen
- HHL und Jerah Johnson: UNO prisms : 1958–1983, University of New Orleans--History. 1983
- Migration Between the South and Other Regions, Social Forces. 36:9–16, Oktober 1957
- Population movements in the southern United States. In: Scientific Monthly 82(5): 241–246. Mai 1956.

Eine Analyse der Bewegungen urbaner Migranten im Süden des Landes. Untersucht solche Aspekte der jüngsten Bevölkerungsbewegungen als Quelle und Ziel von Migranten, die ungefähre Größenordnung des Bevölkerungstransfers und eine Vorstellung von der Bevölkerungsumverteilung, die stattgefunden hat.
- Peopling the city: Migration. In: The urban south, Seite 54–77. Rupert B. Vance und Nicholas J. Demerath, Herausgeber, U. of N. C. Press, Chapel Hill. 1954.

Analysiert die Quellen und das Ausmaß der Migration in südliche Städte und die Auswahl dieser Migration. Vergleicht die Migration in den urbanen Süden mit Städtewanderungen in anderen Regionen der Nation.
- HHL und Reed Howard Bradford: Social aspects of hospital planning in Louisiana, in: Louisiana. Office of the Governor. Health and Hospital Division. Louisiana study series, no. 1, 1947
- HHL und Reed Howard Bradford: The Relation of Residential Instability to Fertility, in: Rural Sociology, Nr. 5 (März 1940), Seite 88–92.